# Kanjec
Kanjec (znanstveno ime Serranus cabrilla) je vrsta morskih rib iz družine zobčastih ostrižev (Serranidae).
Kanjec ima  podaljšano, rahlo bočno stisnejno telo z zašiljenimi usti. Barva telesa je odvisna od okolja, v katerem živi. Trebuh je svetlo rdečkaste do bledovijolične barve, boki in zgornji del telesa pa so temno rjavih odtenkov. Po bokih ima tri vodoravne ter več vertikalnih svetlih prog. Kot ostali zobčasti ostriži je tudi kanjec roparica, ki se hrani z raki, ribami ter raznimi talnimi nevretenčarji. Kanjec je hermafrodit, drsti pa se (v Jadranu) v juniju in juliju.
Odrasle ribe povprečno dosežejo med 5 in 25 cm, izjemoma tudi do 40 cm, povprečno pa tehtajo okoli 300 gramov.

## Razširjenost in uporabnost
Kanjec je razširjen po celem vzhodnem Atlantiku, od Britanskega otočja pa vse do Rta dobrega upanja. Razširjen je tudi v Sredozemskem in Črnem morju. Tudi v Jadranu je pogosta riba. 
Živi na kamnitem in peščenem dnu od obalnih plitvin pa vse do globine 200 m.